# Schloss Außenstein

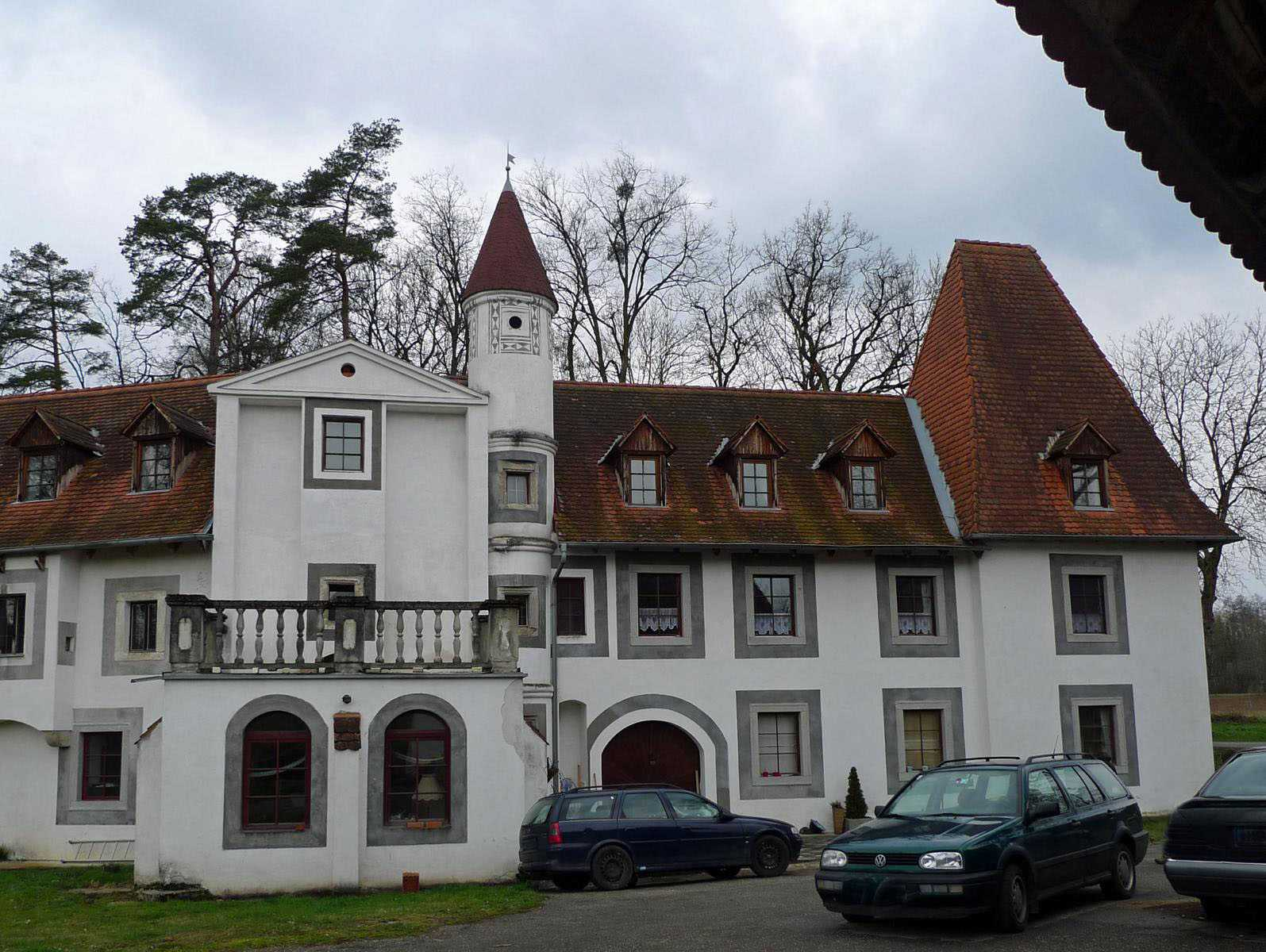
Ansicht von Osten 2016

Schloss Außenstein und zugehöriger älterer Anlagenteil Burgruine Außenstein liegen in der Ortschaft Steindl in der Gemeinde Baumgartenberg im Bezirk Perg in Oberösterreich. Moderne Adresse Steindl Nr. 4.
Außenstein hat ein Gegenstück nur 5 km weiter nördlich: Schloss Innernstein. Beide Schlösser stehen aber nicht zueinander in Beziehung. Weitere benachbarte Burgen sind Waseneck 0,7 km nordöstlich, Clam 2,2 km östlich, Machland 1,5 km südlich und Arbing 3,2 km westlich (jeweils Luftlinie).

## Geschichte
1294 wird ein Ulrich von Stein auf Außenstein erstmals urkundlich erwähnt. Die Gebrüder Heinrich, Hartmut und Friedrich Fleischeß bezeichnen diesen Ulrich als ihren Onkel; sie hatten Außenstein 1317 als Lehen inne. 1323 bezeichnet sich ein Hartmut als „von Stain“. Die Fleischeß verkauften 1325 die Burg an Eberhard von Kapellen. Von diesem erhielt Hans Kurzkopf 1395 Stein als Lehen. Nach dem Aussterben der Kapeller ging die Lehenshoheit 1406 an die Starhemberger über. Von diesen bekamen 1455 Veit Stettheimer, dann die Familie Susek und 1480 die mit den Stettheimer verschwägerten Stundecker Außernstein als Lehen. Wolfgang Stundecker war mit Scholastica, einer Tochter des Veit Stettheimer, verheiratet. 1535 wurde Wolfgang Stundecker von Erasmus von Starhemberg mit dem Sitz Stein belehnt. 1548 folgt ihm sein Sohn Urban nach.
Der letzte der Stundecker namens Christoph war Geistlicher (Pfarrer in Ebelsberg) und als solcher nicht lehensfähig, deshalb fiel die Herrschaft wieder an die Starhemberger zurück. Danach folgte ein rascher Besitzerwechsel: 1557 folgte Joachim Marschalch zu Reichenau, 1559 Christoph von Oberhaim zum Pranthof. 1560 kam Außenstein an Jörg Flußhart, Pfleger zu Rappottenstein; die Flußharts besaßen auch Innernstein. Georg Flußhart verkaufte Außenstein 1590 an Erasmus Hack von Pornimb zu Tannbach, der auch von den Starhembergern mit Außenstein belehnt wurde. Unter den Hacks wurde Außenstein zu einem Schloss umgebaut. Auch der Meierhof (1632) stammt aus der Zeit der Hacks von Pornimb (Bornim). Von Hans Georg Hack, gestorben in Auhof 10. März 1597 mit 36 Jahren, erhielt sich in der Pfarrkirche Pergkirchen ein Grabstein. Er und seine Frau und seine 3 Söhne und 4 Töchter sind namentlich angeführt. Nun (2020) leider entfernt.
1665 erwarb Freiherr Johann Christoph von Clam-Martinic das Schloss von den Brüdern Georg Ferdinand, Hans Ehrenreich und Joachim Friedrich von Pornimb; seit diesem Zeitpunkt gehört Außenstein zum Gutsbestand von Clam. Die Güterverwaltung wurde von Schloss Clam aus geleitet, weswegen ein Verfall des Schlosses Außenstein einsetzte. Die erhaltenen Bauteile bekamen den Namen Staindl-Moar. Schloss ist Privatbesitz. Alois Mucha veranlasste seit 1976 Restaurierungsarbeiten.

## Beschreibung – Burg und Schloss heute
Außenstein ist eine zweiteilige Anlage: eine ältere Burg und ein neuer schlossartiger Zubau.
Der ältere Teil, die Burganlage Außenstein aus dem 12. Jahrhundert war eine aus dem Fels herausgehauene Festung. Ein aus der Ebene aufragender Felsblock wurde in der ganzen Länge unterhöhlt und die gewonnenen Räume wurden als Stallungen und Wohnräume verwendet. Zur Hofseite hin befinden sich heute noch auf der ganzen Länge des Felsens ausgehauene Balkenlöcher, Treppen und Gelasse. Die auf dem Felsen errichteten Aufbauten sind nur noch wenig erhalten. Ein Turm stand auf der höchsten Erhebung des Felsens; er ragt heute noch drei Meter auf, statt Ecken besitzt er Rundungen. An der Westseite befindet sich ein Tonnengewölbe mit in der Decke eingelassenen Lampenträgern. Das Mauerwerk besteht aus behauenen Quadern und besitzt an der Außenmauer vorkragende Kragsteine.
Der jüngere Teil, das Schloss Außenstein, wurde mit dem Altbauten an deren Westflanke verbunden, so dass diese einen Seitenflügel des Schlosses bildet. Der Osttrakt ist abgetragen worden. Der vordere Schlossbau besteht aus einem einstöckigen, länglichen Bauwerk, durch welches ein Tor mit einem gotischen Tor und einer darüber liegenden Pechnase in den Innenhof führt. An der Außenfront befinden sich zwei Wohnerker, welche auf Kragsteinen aufsitzen. An den Fensterumrahmungen sind Reste von Kratzputzmalereien zu finden. An den Längstrakt schließt ein zurückgesetzter Querflügel an, der dem Verfall überlassen wurde. Der Längstrakt besitzt ein Dach und dient einem Bauern als Wohn- und Wirtschaftsbau. Ober dem Tore sind noch die Öffnungen für die Kettenrollen einer Zugbrücke erhalten. Der früher die Anlage umfassende Graben ist noch an der Nordseite erhalten. Von dem beeindruckenden Schloss, wie es auf dem Stich von Georg Matthäus Vischer von 1674 abgebildet ist, ist nur mehr wenig erhalten.